# Montenegrói forgalmi rendszámok

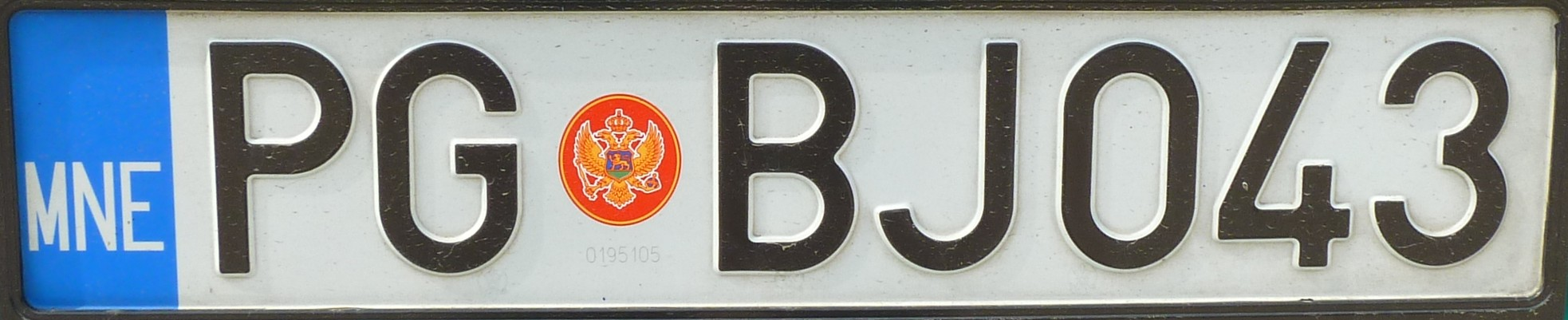
Jelenlegi montenegrói forgalmi rendszám

Montenegró 2006. június 6-án függetlenedett Szerbia és Montenegró államszövetségétől, majd 2008-tól használják a jugoszláv, szerb-montengrói eredetű rendszámok helyett a saját montenegrói forgalmi rendszámot.
A montengrói ábécé latin betűi szerepelhetnek a rendszámokon, kivéve a digráf kapcsolatokat (Lj, Nj és Dž), továbbá a W, X, Y, Q betűket (de ezek a személyre szabott rendszámoknál adhatóak). Tehát 25+4 fajta betű előfordulása lehetséges. A rendszámtáblákon az I és az O betű egymás utáni használata nem lehetséges, 1-es és 0-as számokkal való hasonlóság miatt.

## Történelmi rendszámok

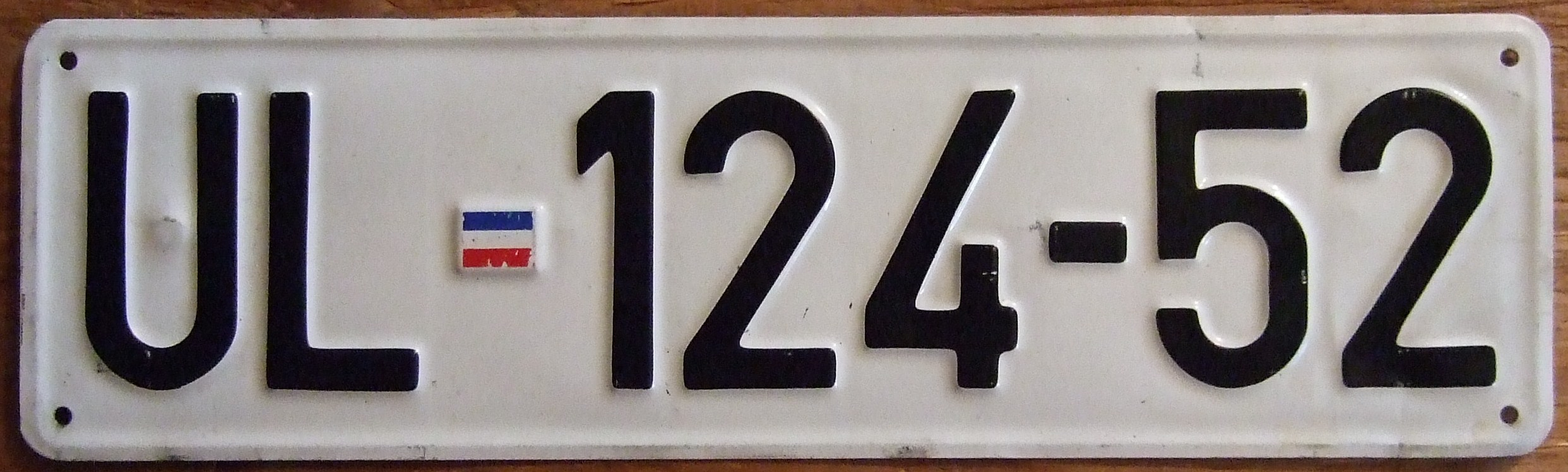
Szerb-montenegrói rendszám
UL = Ulcinj

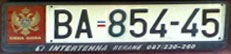
2006-2008 közötti rendszám
BA = Berane

### Jugoszláv rendszám
Montenegró a Délszláv háború után Szerbiával közösen egy "új" államszövetség, a Jugoszláv Szövetségi Köztársaság része lett. Addig a jugoszláv rendszeresített formátum futott az utakon. Általános formája fehér alapon fekete karakterekkel írt, két betű (területjelölő kód) – vörös csillag – két, vagy három számkód – kötőjel – két, vagy három számkód volt (pl.: BR*257-56, BR*256-987). Méretei változóak, de kisebbek, mint a napjainkban használatban lévő rendszámok.
Montenegró területére eső volt jugoszláv területkódok: BR, BD, CT, HN, IG, KO, NK, PV, TG, UL.

### 1992-2006 közötti rendszám
Az 1992-ben kikiáltott Jugoszláv Szövetségi Köztársaság (Szerbia és Montenegró államszövetsége) lett Jugoszlávia jogutódja. Az "új" ország rendszáma paramétereiben többnyire megegyezik a jugoszláv örökösével. A vörös csillag helyét a szerb-montengrói zászló vette át.

### 2006-2008 közötti rendszám
Az államszövetség 2006. június 3-án bomlott föl Montenegróra és Szerbiára. Ezt követően a rendszámokban is kisebb változás következett. A rendszám mellé közvetlenül montenegrói zászló került (opciónálisan). Formátuma hasonló volt a jugoszláv és szerb-montenegrói elődökhöz. Nagy (montenegrói) zászló – két betű (területkód) – kis (szerb-montenegrói) zászló – három számkód – kötőjel – két, három számkód. Méreteit tekintve a szerb-montenegrói rendszámokéhoz hasonló.

## Jelenlegi rendszám

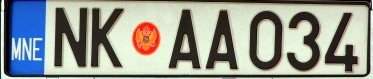
2008-as rendszám
NK = Nikšić

### 2008-as sorozat
A 2008. június 6-tól bevezetett új rendszám gyökeresen szakított a régi jugoszláv eredetű rendszámok formátumával.
A rendszámok általános formája a következő: XX  YYNNN, amelyben XX egy községcsoport latin betűs kódja, az YY kétjegyű betű, az NNN pedig három szám kombinációja.
A tábla bal szélén – az Európai Unió országaiban megszokott módon, ám csillagok nélkül – kék színű sáv található fehér MNE felirattal, ami Montenegró nemzetközi gépkocsijelzése. A rendszámokon szerepel a montenegrói címer egy piros körön belül. A szabvány tábla mérete 520,5×112,9 mm. A hamisítás megnehezítésére fényvisszaverő fóliával látták el, és beépítettek egy RFID-csipet is.
A motorkerékpárok és mopedek rendszáma a standard autós rendszámot követi, de utána négyjegyű sorozatszámmal rendelkezik, melyből az első kettő betű-, az utolsó kettő számkombináció.

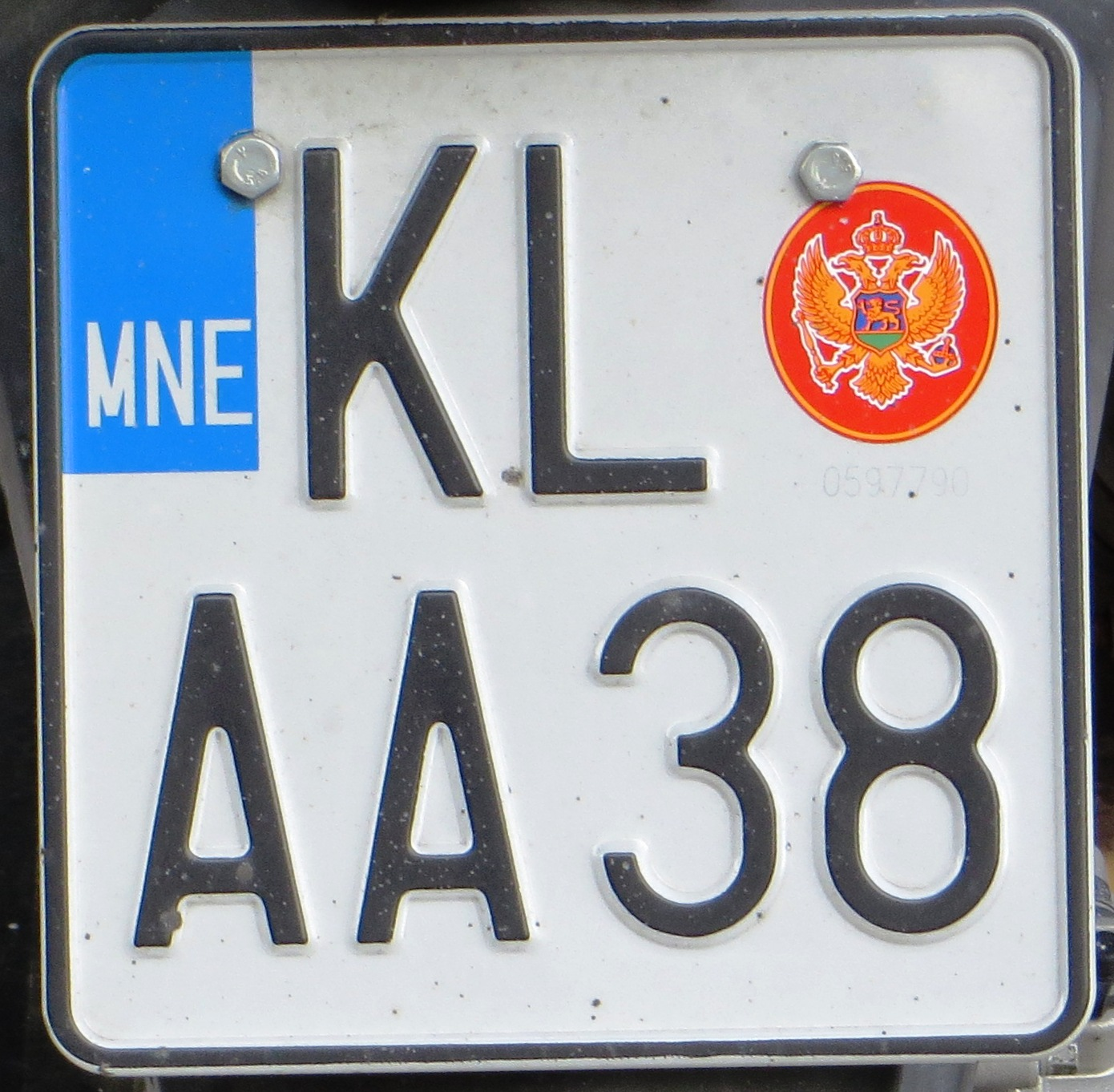
Motorrendszám
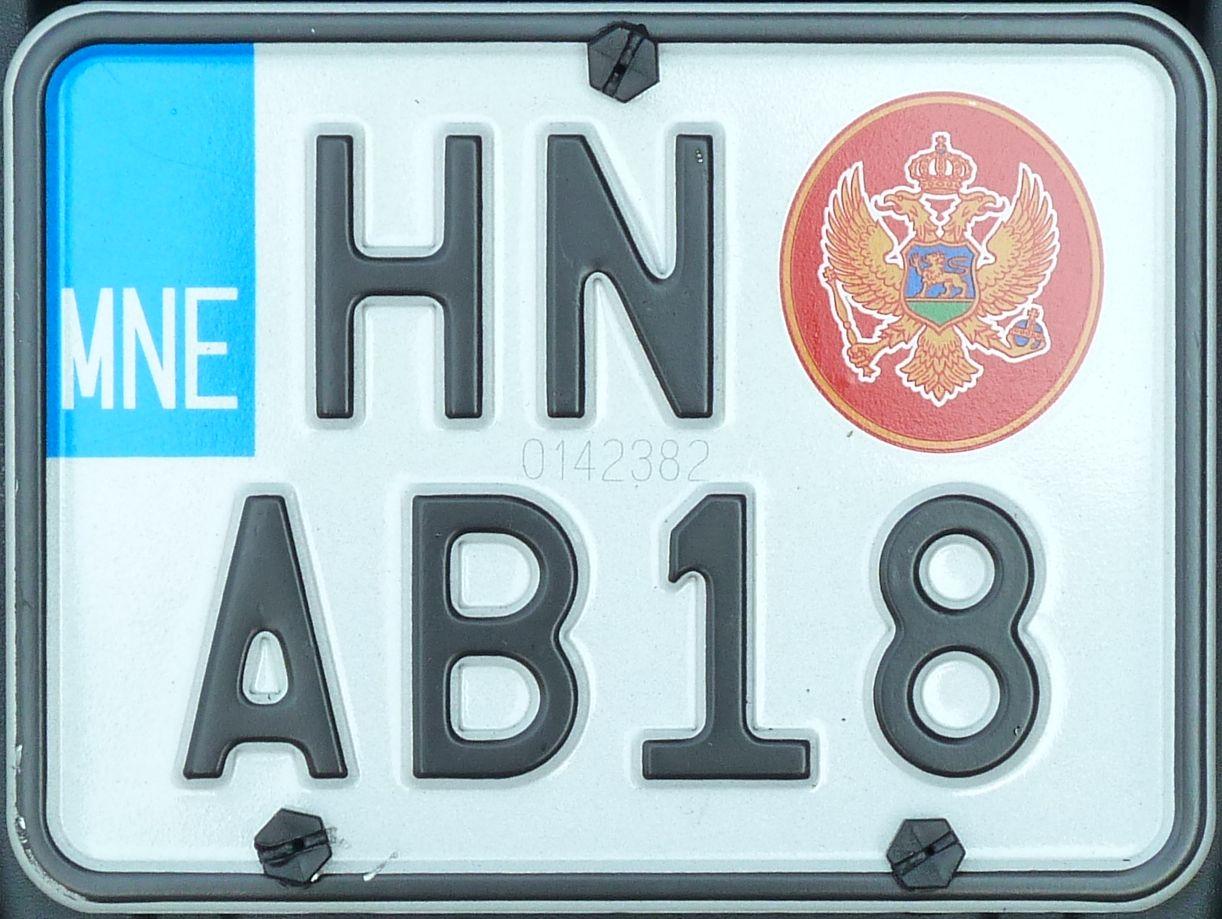
Mopedrendszám

#### Területi betűkódok

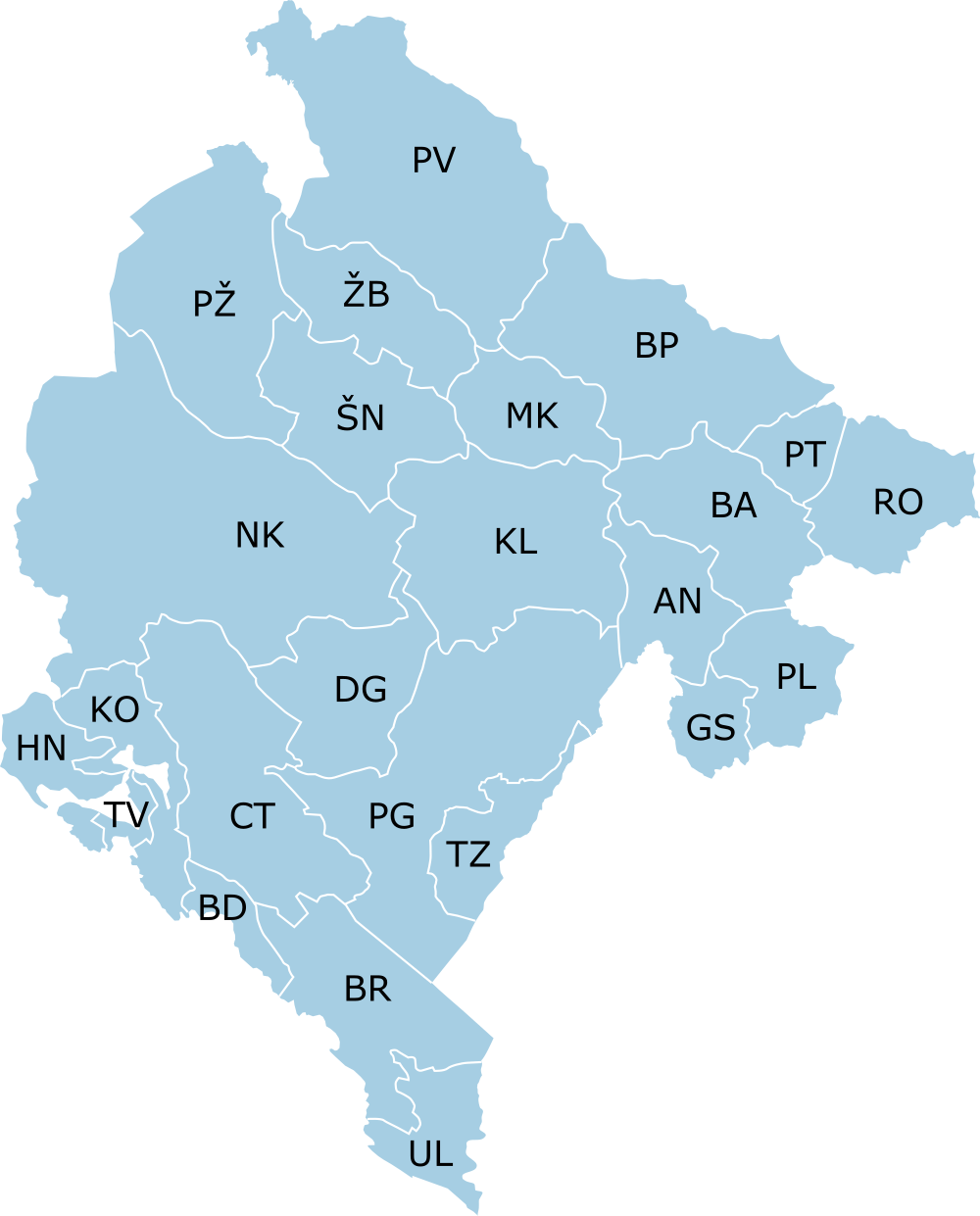
A montenegrói forgalmi rendszámok betűkódjainak földrajzi helyzete

A rendszámtáblákon 23-féle kód jelenhet meg. Ezek egy-egy községcsoportot (opština) jelölnek.
| Kód | Községcsoport | Kód | Községcsoport | Kód | Községcsoport |
| --- | ------------- | --- | ------------- | --- | ------------- |
| AN  | Andrijevica   | HN  | Herceg Novi   | PV  | Pljevlja      |
| BA  | Berane        | KL  | Kolašin       | PŽ  | Plužine       |
| BD  | Budva         | KO  | Kotor         | RO  | Rožaje        |
| BP  | Bijelo Polje  | MK  | Mojkovac      | ŠN  | Šavnik        |
| BR  | Bar           | NK  | Nikšić        | TV  | Tivat         |
| CT  | Cetinje       | PG  | Podgorica     | UL  | Ulcinj        |
| DG  | Danilovgrad   | PL  | Plav          | ŽB  | Žabljak       |
| GS  | Gusinje       | PT  | Petnjica      |     |               |

Különleges betűjelölések

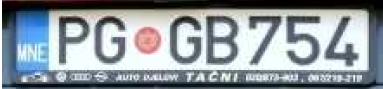
PG-G = Podgorica-(Golubovci)

Podgorica környezetében, 2 további területjelző kódot használnak a rendszámokon.
Két darab úgynevezett városi község:  Tuzi/Malesia (a várostól keletre) és Golubovci/Zeta (a várostól délre). Mind a két község esetében Podgoricai területjelölő kóddal és címerrel kezdődik a standard rendszám, ezután viszont Tuzi/Malesia esetében T, Golubovci/Zeta esetében G betűvel folytatódik a jelölés, pl.: PG  TD234, vagy PG  GF789.
Két további kombináció lehetséges még, pl.: PG MN234, és PG CG789. MN az ország megfelelője, CG ugyanúgy Montenegró megfelelője, montenegrói nyelven (Crna Gora). Ezt a két kombinációt csak az állami hatóságok használják.

## Speciális formátumok
A normál rendszámok mellett Montenegróban is található számos különleges, speciális rendeltetésű rendszám is, melyek a következők:

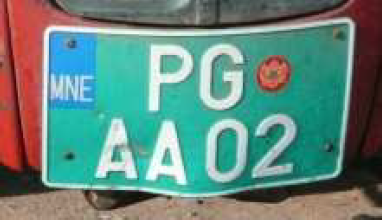
Mezőgazdasági rendszám

### Mezőgazdasági
A rendszám zöld alapon fehér karakterekkel írt, fekete kerettel, kétsorosan, a felső sorban két betűs területkód, alatta egy kétjegyű betű- és kétjegyű betűkombináció látható.
Méretei az európai szabványnak megfelelően: 340 mm * 220 mm.

### Rendőrségi

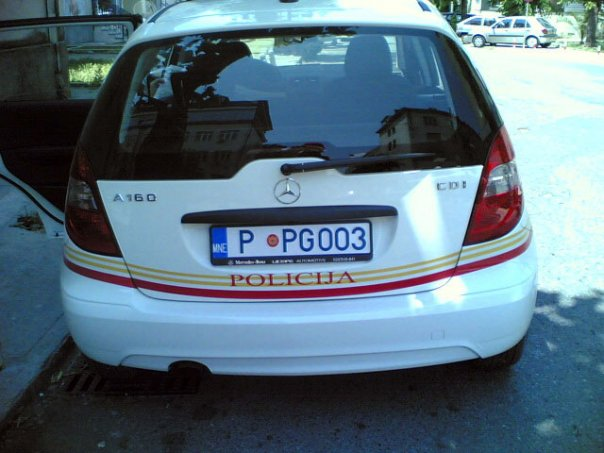
Rendőrségi rendszám

A jelenleg használt rendszámok lényegében megegyeznek a normál formátumúakkal, azzal a különbséggel, hogy a karakterek és a keret színe kék, fix P betűt (Policija) használnak a területi kódolás előtt, ezután a címert és a területi kódot, majd ezt követően sorozatszámot (három számjegy), pl.: P  KO005.

### Katonai

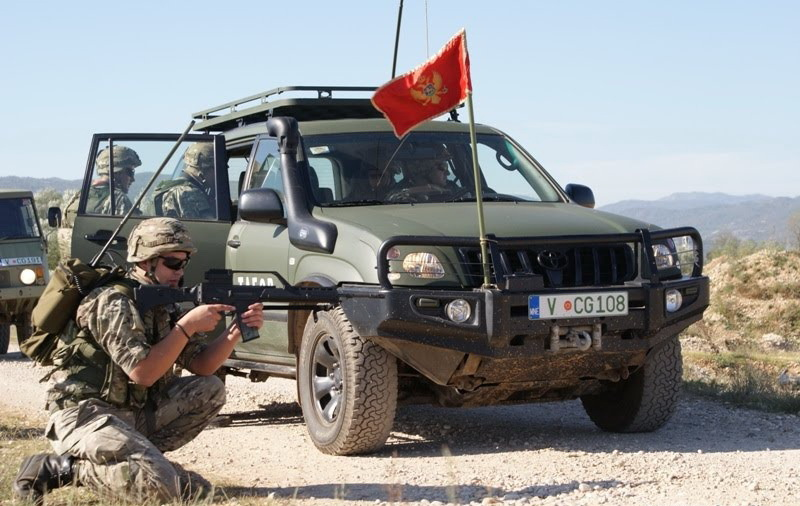
Katonai rendszám

A jelenleg használt rendszámok lényegében megegyeznek a normál formátumúakkal, azzal a különbséggel, hogy a karakterek és a keret színe zöld, fix V betűket (Vojska) használnak, ezután a címer látható.

### Diplomáciai

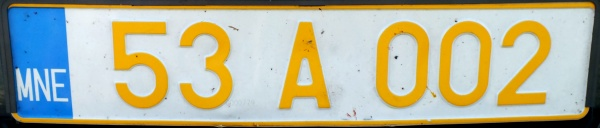
Diplomata rendszám
53 = Norvégia, (A = Ambassador)

A rendszám fehér alapon sárga, vagy fekete karakterekkel írt lehet. Formátuma: Egy számkód (kettő, vagy három karakter), ez a kombináció mutatja meg honnan származik az addott rendszám – egy fix diplomáciai kód – háromjegyű szám kombinációja, sárga, vagy fekete kerettel. Méretei megegyeznek a normál rendszáméival.
A diplomáciai kód a következő lehet:
- A – Diplomáciai/Konzulátusi testület tagja (Ambassador)
- M – Diplomáciai képviselet dolgozója (Mission)
- P – Külföldi kulturális képviselet/média tagja (Press)
- E – Külföldi gazdasági társaság képviselője (Economy)
- C – Konzuli statusszal rendelkező konzulátus, vagy személyzetük (Consul)
- CMD – További ovális rendszám, a diplomáciai misszió vagy diplomáciai szervezet főnöke (Chef de Mission Diplomatique)
- CD – További ovális rendszám, a diplomáció státusszal rendelkező személynek (Corps Diplomatique)

## Külső hivatkozások
- Montenegrói rendszámok a Plates.Gaja.hu-n
- Montenegrói rendszámok a License Plates of the World oldalon
- Montenegrói rendszámok a PlatesPortalon